# Xiao Yiyi
Dans ce nom chinois, le nom de famille, Xiao, précède le nom personnel.
Pour les articles homonymes, voir Xiao.
Xiao Yiyi est une joueuse d'échecs chinoise née le 29 août 1996, grand maître international féminin depuis 2020. 
Au 1er mars 2023, elle est la 8e joueuse chinoise et la 65e joueuse mondiale avec un classement Elo de 2 383 points.

## Biographie et carrière
Xiao Yiyi remporta le championnat d'Asie des filles de moins de 16 ans en 2012. En 2014, elle finit à la troisième place (médaille de bronze avec 8 points sur 11) du championnat du monde féminin des moins de 18 ans remporté par Dinara Saduakassova.
En 2019, elle est deuxième du championnat chinois féminin avec 8 points sur 11. En 2022, elle est à nouveau deuxième du championnat de Chine féminin avec 7,5 points sur 11.